# Rebeca (indumentària)

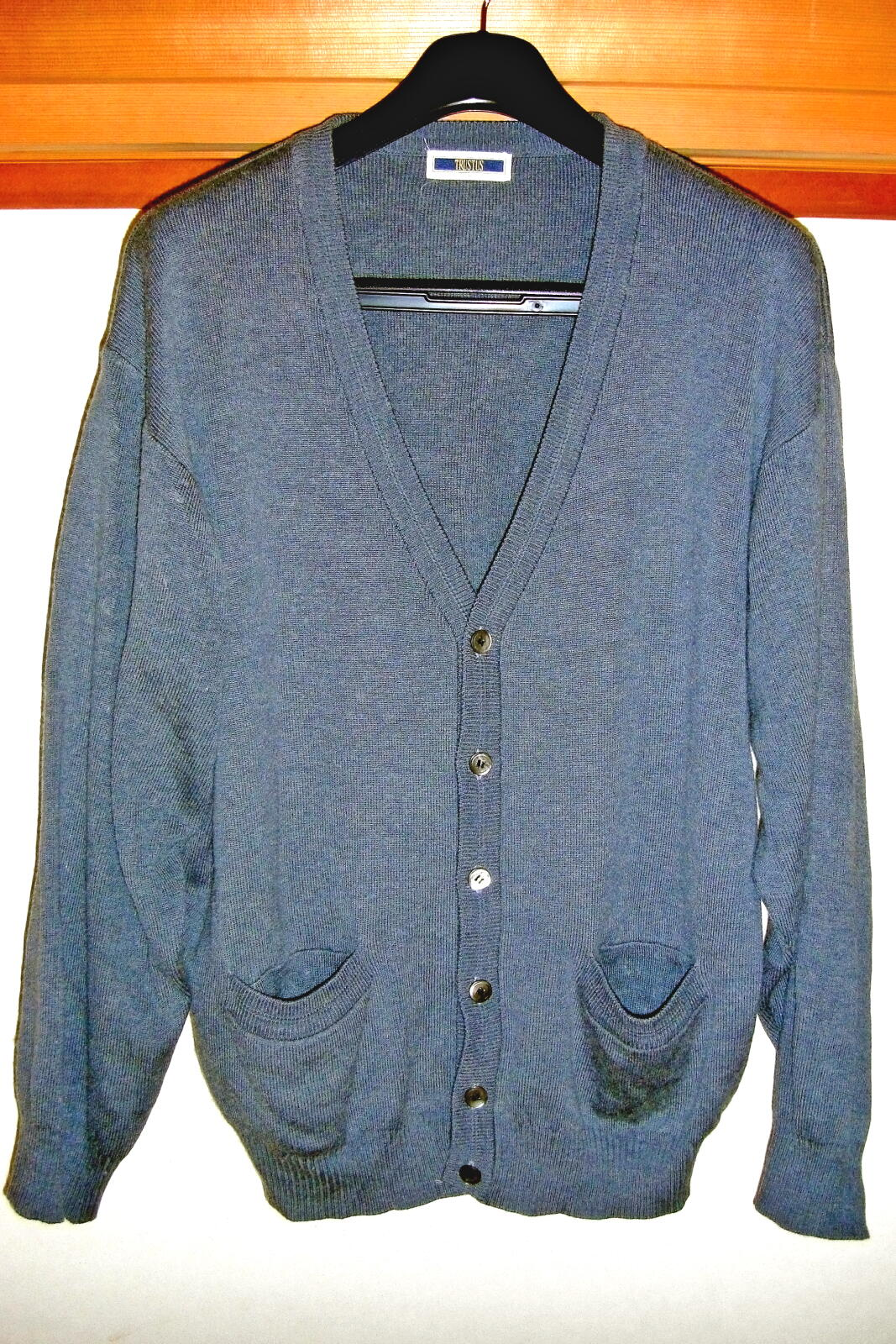
Càrdigan

La rebeca és un jersei de llana obert per davant com una jaqueta recta, alternativament pot definir-se com a jaqueta de llana. El més típic és que tanqui amb botons, però alternativament pot dur cremallera.

## Denominació i tipologia
El nom de la rebeca prové del títol de la pel·lícula homònima d'Alfred Hitchcock. La peça era utilitzada per la protagonista, paper representat per Joan Fontaine. Convé notar que la protagonista de la pel·lícula no es diu Rebeca.
En anglès, i en força altres llengües, incloent-ne la majoria de romàniques, aquesta peça s'anomena cardigan. En català tendeix a distingir-se entre rebeca, de coll rodó, i càrdigan, de coll en punta.
Actualment hi ha rebeques o càrdigans de coll polo i, fins i tot, de coll alt. Es podria establir la tipologia següent:
- càrdigan (de coll apuntat)
- rebeca (de coll rodó)
- rebeca (o càrdigan) de coll polo;
- rebeca (o càrdigan) de coll alt.

Aquesta família de jerseis oberts generalment és d'ús unisex; emperò, la rebeca pròpiament dita, de coll rodó, és d'ús preferentment femení.